# Miambo
Miambo est un village du Cameroun, situé dans l'Est, la région du Haut-Nyong et au sein de la commune de Nguelemendouka.

## Population
Le village compte 828 habitants, dont 368 hommes et 460 femmes, d'après el recensement de 2005.

## Climat
Le climat est essentiellement équatorial de type Guinéen où 4 saisons d'inégales répartitions se font suite : une grande saison sèche de décembre à mars, une petite saison de pluie d’avril à mai, une petite saison sèche de juin à juillet, et pour finir, une grande saison des pluies d’août à novembre.

## Religion
Le Christianisme demeure la religion principale du village. Cependant, l'islam est aussi présent.